# Li Ao
Li Ao (李翱T, 李翱S, Lǐ ÁoP, nome di cortesia: 习之S, XízhīP; Tianshui, 772 – Xiangyang, 841) è stato un filosofo e scrittore cinese della dinastia Tang.
Dopo avere ricevuto il grado di jinshi (進士S, jìnshìP) nel 798 entrò a far parte della burocrazia imperiale e lavorò nel dipartimento di storia di Chang'an. A partire dall'809 divenne ispettore nella Cina del sud. La data della sua morte è contestata tra l'836 e l'841.
Quando fu assegnato alle provincie del sud si mise in viaggio con la moglie incinta da Luoyang a Guangzhou per oltre nove mesi. Il percorso che seguì tocco le province moderne di Henan, Anhui, Jiangsu, Zhejiang, Jiangxi e Guangdong.
Il suo resoconto del viaggio Lainan Lu (来南录S, Lí nán lùP, lett. "Resoconto del ritorno a sud") contiene dettagliate descrizioni della Cina meridionale del "medioevo" ed è considerato una delle prime forme di diario.
Al momento della sua morte, Li era Governatore del Circuito di Shannan Orientale (oggi Hubei e Henan). La sua data di morte è contestata: il Libro dei Tang dà la data dell'841, tuttavia gli storici della dinastia Qing sostengono che dovrebbe essere l'836.
Gli studiosi del tardo impero hanno visto Li come uno dei fondatori delle dieci grandi scuole di filosofia delle dinastie Tang e Song. Come filosofo, Li fu pesantemente influenzato dal buddismo e anche dal filosofo neoconfuciano Han Yu. Alla domande poste dal buddismo cercherà risposte nella tradizione. Mostrando che il ritorno alla natura essenziale è l'equivalente confuciano dell'illuminazione buddista, Li Ao è il precurso del cammino dello spirito cinese verso un "buddismo confuciano" che si svilupperà nel neoconfucianesimo.
I suoi scritti sono preservati nel Liwengong Wenji (李文公文集S, Lǐ wéngōng wénjíP). Questo lavoro è presumibilmente un'edizione successiva di dieci capitoli del Li Aoji (李翱集S) come descritto nel Nuovo libro dei Tang. Alcuni dei pochi poemi che produsse possono essere trovati anche nel Quan Tangshi (全唐诗S).